# Mark Ormrod
Mark Ormrod (ur. 1 grudnia 1982 w Adelaide) – australijski lekkoatleta, sprinter.
Początkowo grał w piłkę nożną, dopiero później zaczął trenować lekkoatletykę, największe sukcesy odnosząc jako członek australijskiej sztafety 4 x 400 metrów:
- srebro igrzysk olimpijskich (Ateny 2004)
- złoty medal Igrzysk Wspólnoty Narodów (Melbourne 2006)
- srebro podczas Uniwersjady (Bangkok 2007)

Był także uczestnikiem igrzysk olimpijskich w Pekinie. W ich ramach też startował w konkursie biegu sztafet 4 x 400 metrów, Ormrod wystąpił jedynie w eliminacjach, a Australijczycy w finale pod jego nieobecności zajęli 5. miejsce. 

## Rekordy życiowe
- bieg na 400 m – 45,62 (2005)